# Absalón Vásquez
Absalón Vásquez Villanueva (Jesús; Cajamarca, 2 de marzo de 1950) es un ingeniero agrícola y político peruano. Es miembro del fujimorismo y durante el gobierno de Alberto Fujimori desempeñó los cargos de ministro de Agricultura del Perú, desde el 6 de abril de 1992 hasta el 3 de abril de 1996, y congresista de la república por la región Cajamarca en el breve periodo 2000-2001. Asimismo, fue líder y uno de los fundadores de "Vamos Vecino", movimiento político con el cual el fujimorismo logró obtener alcaldías municipales en las elecciones de 1998.

## Biografía
Absalón Vásquez nació el 2 de marzo de 1950 en el distrito de Jesús, ubicado en el departamento de Cajamarca en Perú.
Estudió Ingeniería agrícola en la Universidad Nacional Agraria La Molina, donde posteriormente terminó una maestría en Ingeniería de Recursos Agua y Tierra y en el 2012 culminó un doctorado en Recursos Hídricos donde obtuvo el promedio más alto de toda la universidad.
Desde 1983 hasta 2018 se desempeñó como profesor principal de la Universidad Nacional Agraria La Molina. Vásquez compartió vínculo laboral con Alberto Fujimori, del quien luego sería su líder político.

## Trayectoria
En 1988, Absalón Vásquez inició su carrera política cuando fue designado por el primer gobierno de Alan García como viceministro de Recursos Naturales del Perú, cargo al cual renunció en 1989. La designación de Vásquez se produjo debido a que contaba con militancia en el Partido Aprista Peruano, entonces partido de gobierno.
Entre 1991 y 1992, Vásquez fue designado como viceministro de Agricultura en el primer periodo de gobierno de Alberto Fujimori. Esta designación se debió al vínculo amical entre Vásquez y Fujimori, ya que ambos fueron profesores en la Universidad Nacional Agraria La Molina.
El 5 de abril de 1992, Alberto Fujimori anunció la disolución del Congreso de la República y la reorganización de todas las instituciones del Estado peruano, lo cual fue denominado como un golpe de Estado. Ante esto, el gabinete ministerial sufrió una crisis con las renuncias de Alfonso de los Heros, entonces primer ministro, y de Gustavo González Prieto, titular del Ministerio de Agricultura. Sin embargo al día siguiente, Fujimori convocó un nuevo gabinete ministerial encabezado por Óscar de la Puente Raygada y también se designó a Absalón Vásquez como nuevo ministro de Agricultura, cargo que ocupó hasta el 3 de abril de 1996.
En su gestión se realizó la creación del Banco Rural, ente que repartía créditos por 50 millones de dólares a millares de campesinos y distribuía otros 240 millones de dólares en camiones y tractores para las municipalidades más pobres del Perú.
A partir de 1996 Vásquez se desempeñó como asesor presidencial en temas agrarios hasta el año 2000.
En 1997, un grupo de alcaldes independientes acudieron al Jurado Nacional de Elecciones para oficializar la inscripción del Movimiento Independiente "Vamos Vecino", un movimiento político con el cual el fujimorismo buscaba ganar las alcaldías de todo el Perú en las elecciones municipales de 1998. La idea provino de Absalón Vásquez, quien convenció a Alberto Fujimori de fundar un nuevo partido político fujimorista para tener el control total de las provincias y distritos a favor del gobierno, el cual venía siendo cuestionado por diversos casos de corrupción y asesinatos. Vásquez también promovió la candidatura de Juan Carlos Hurtado Miller, primer jefe de gabinete del gobierno fujimorista, como candidato a la alcaldía de la ciudad de Lima, la cual no tuvo éxito frente al opositor Alberto Andrade. Sin embargo, Vamos Vecino obtuvo una gran cantidad de alcaldes y regidores municipales en todo el país.
En 1999, Alberto Fujimori decidió postular a una segunda reelección como presidente del Perú para las elecciones generales del año 2000 y el fujimorismo acordó formar una alianza política denominada "Perú 2000". Vásquez aceptó incluir a Vamos Vecino en la alianza electoral y también ser candidato al Congreso de la República del Perú con el número 2 de la lista. Asimismo, fue el autor de las campaña de propaganda denominada "Perú, país con futuro", que consistí en resaltar los logros del régimen fujimorista a través de todos los medios de comunicación y el pintarrajeado de kilómetros de paredes y hasta de las laderas de los cerros de la capital, hecho que luego se comprobó que era financiado con los recursos del Estado peruano manejados ilícitamente por Vladimiro Montesinos.
Vásquez terminó resultando electo congresista con la segunda votación más alta de la alianza (735,978 votos) y siendo luego juramentado para el periodo 2000-2005. Durante su gestión fue vocero de Vamos Vecino en la bancada de Perú 2000 y se caracterizó por ser uno de los férreos defensores del régimen fujimorista durante sus cuestionamientos.
En septiembre del 2000, los congresistas del Frente Independiente Moralizador presentaron a nivel nacional un video en el que se aprecia a Vladimiro Montesinos sobornando al congresista Alberto Kouri para que dejara las filas de la oposición a cambio de afiliarse al fujimorismo. Tras el escándalo, la oposición acordó aprobar la vacancia presidencial de Alberto Fujimori, quien había renunciado antes a la presidencia del Perú mediante un fax desde Japón, y el fujimorismo terminó por dividirse en tres bancadas: Cambio 90 - Nueva Mayoría, Vamos Vecino y Con Fuerza Perú.
En noviembre del 2000, se acordó organizar una nueva Mesa Directiva en el Congreso tras la renuncia de las vicepresidentas ante la censura de Martha Hildebrandt y la transición de Valentín Paniagua como nuevo presidente del Perú. La oposición acordó elegir una lista multipartidaria liderada por Carlos Ferrero Costa de Perú Posible como presidente e integrada por Absalón Vásquez de Vamos Vecino y Manuel Masías de Somos Perú como nuevos vicepresidentes. Sin embargo días después, Vásquez terminó por renunciar a la vicepresidencia debido al rechazo del fujimorismo y fue reemplazado por el congresista Henry Pease de Unión por el Perú. Finalmente, su periodo congresal se redujo hasta el 28 de julio del 2001, en donde se convocaron a nuevas elecciones y se terminó eligiendo a Alejandro Toledo como nuevo presidente del Perú.
Tras la caída del régimen fujimorista, Vásquez siguió como uno de los voceros del fujimorismo. Durante las elecciones presidenciales del 2001 y en las elecciones municipales del 2002, fracasó en su intentó de triunfar nuevamente a Vamos Vecino. Tras esto, decidió refundar el partido en 2004 como la Agrupación Independiente "Sí Cumple", con el que luego fracasó su intento de postular nuevamente a Fujimori a la presidencia del Perú en las elecciones del 2006.
Entre los años 2005 y 2008, Vásquez enfrentó diversos procesos judiciales de corrupción por su participación en el régimen fujimorista. Posteriormente quedó en libertad y volvió al ámbito político en las elecciones regionales del 2010 como candidato a la presidencia del Gobierno Regional de Cajamarca por la alianza entre Cajamarca Siempre Verde, movimiento regional político creado tras dejar Si Cumple, con Fuerza 2011, éste último partido político de Keiko Fujimori. No obstante, Vásquez fue retirado de la contienda política debido a que no acreditó domicilio en la región a la que postuló.
En 2014 volvería a participar para el cargo de gobernador regional de Cajamarca por el movimiento Cajamarca Siempre Verde, logrando en esta ocasión ocupar el tercer lugar con más del 12 % de los votos válidos.
Para las elecciones regionales del 2018 postularía por tercera vez al cargo de Gobernador Regional de Cajamarca por Podemos Perú, logrando en esta oportunidad el 4.º lugar con más del 11 % de votos válidos.

## Controversias
Absalón Vásquez recurrió a la compra de tractores chinos cuando fue ministro en 1992 para operar su propia empresa sin el éxito económico esperado. Por otro lado, Vásquez ha sido acusado de diversos delitos contra la administración a raíz de su participación del gobierno fujimorista, conocida por la red de corrupción que tuvo lugar en la década de 1990.
En el 2008, fue condenado a 7 años de prisión efectiva al ser encontrado responsable de la masiva falsificación de firmas para el partido Vamos Vecino, agrupación que respaldaba la reelección de Alberto Fujimori, en aquel caso recibiría un habeas corpus; sin embargo, al poco tiempo fue absuelto por la Corte Suprema con la opinión favorable de la Fiscalía Suprema.
Para el 2013, sería absuelto por una sala presidida por el juez Javier Villa Stein por el caso de los "vladipolos", donde se le había acusado de destinar 4 millones y 200 mil dólares para la compra de material propagandístico par la reelección de Fujimori.

## Principales obras
- Corrigió la propiedad colectiva que estableció la ley de Reforma Agraria 17716.
- Estableció un sistema de sobretasa arancelaria a las importaciones de alimentos provenientes de países que otorgan subsidios a sus productores a fin de proteger a los productores nacionales de una competencia desleal.
- Corrigió el colectivismo en la propiedad de las empresas azucareras del Perú mediante el decreto legislativo 802 llamado también ley de saneamiento económico financiero de las cooperativas azucareras.
- Fue parte integrante del equipo que creó el Programa Nacional de Conservación de Suelos y Aguas, llamado posteriormente PRONAMACHS. El cual fue considerado el mejor proyecto para desarrollo rural en las zonas alto andinas del Perú.

## Premios y honores
- 2011, Primer Puesto de los Estudios de Doctorado en Ingeniería de Recursos Hídricos.
- 1997, Doctor honoris causa de la Universidad San Martín de Porres.
- 1977, Primer Puesto de los Estudios de Maestría en Ingeniería de Recursos de Agua y Tierra.

## Publicaciones
- Cosecha de Agua de Lluvia en Laderas Semiáridas de la Sierra y su Impacto en el Proceso de Desertificación y Cambio Climático. UNALM “La Molina”. 2012.[16]
- Cuantificación de la Erosión Hídrica en la Sierra Peruana. UNALM “La Molina”. 2012
- Principios Básicos del Riego. UNALM “La Molina”. 2012.
- Manejo de Cuencas Altoandinas Tomo I y II. UNALM “La Molina”. II Edición. 2000.
- Manejo de Cuencas Hidrográficas Altoandinas. UNALM “La Molina”. I Edición. 1998.
- Desarrollo Agrario: Antecedentes y Propuesta de Política para el Siglo XXI. UNALM “La Molina”. 1999.
- Industria Azucarera Peruana. Balance y Perspectivas. UNALM “La Molina”. 1997.
- Política Agraria para un Desarrollo Sostenido del Agro Peruano. MINAG. 1994.
- Modelo de Programación de Riegos en el Cultivo de la Caña de Azúcar en el Perú. ICIA – Trujillo. 1978.
- Investigación de Operaciones y aplicación de la Ingeniería de Sistemas en el aprovechamiento de los Recursos Hídricos. ICIA – Trujillo. 1979.
- Modelo de Pronóstico de Riegos en el cultivo de la Caña de Azúcar, ICIA- Trujillo. 1979.
- Manual del Riego del Cultivo de la Caña de Azúcar en el Perú, ICIA – Trujillo. 1980.
- Manual de Conservación de Suelos. Convenio Perú – AID, MINAG-AID.1983.
- Manual de Rehabilitación de Andenes Incaicos UNALM “La Molina”. 1984.
- Evolución del Impacto Socio Económico de la Conservación de Suelos y Aguas en la Sierra Peruana, MINAG – AID.1985
- Publicación de Varios trabajos de Investigación en el ISSCT (International Society Sugar Cane Technologist). 1976 – 1981.